# BMW G28
La BMW i3 à malle (code modèle G28 BEV) est une voiture premium compacte électrique à batterie produite par BMW depuis 2022 pour le marché chinois. Faisant partie de la sous-marque BMW i, il s'agit de la version électrique à batterie de la Série 3 (G20) à empattement long et elle réutilise la plaque signalétique de l’i3 à hayon. Elle a été révélée en mars 2022 dans un modèle unique appelé i3 eDrive35L.
L’i3 G28 est équipée des derniers composants du groupe motopropulseur Gen5 eDrive utilisés par les iX3, i4 et iX. Le chiffre revendiqué pour le 0 à 100 km/h est de 6,2 secondes,,,.